# 1298
Évszázadok: 12. század – 13. század – 14. század
Évtizedek: 1240-es évek – 1250-es évek – 1260-as évek – 1270-es évek – 1280-as évek – 1290-es évek – 1300-as évek – 1310-es évek – 1320-as évek – 1330-as évek – 1340-es évek
Évek: 1293 – 1294 – 1295 – 1296 –  1297 – 1298 – 1299 – 1300 – 1301 – 1302 – 1303

## Események
- III. András lányát II. Vencel cseh király fiával jegyzi el Bécsben. Az országban erősödik a feudális anarchia, Csák Máté a Felvidék korlátlan ura. A pápa Anjou Martell Károly fiát Károly Róbertet támogatja, akit támogatnak a dalmát városok, az esztergomi érsek és a Németújváriak is.
- július 21. – A falkirk-i csata. I. Eduárd angol király legyőzi a William Wallace vezette skót lázadókat.
- július 27. – I. Albert német királlyá választása (1308-ig uralkodik).
- Genovai börtönében Marco Polo tollba mondja utazásai történetét egy helyi írónak.
- Tűzvész üt ki a Westminster-palotában, amely súlyos károkat szenved.
- VIII. Bonifác pápa megyeszékhellyé tette Szibenik városát.

## Születések
- december 12. – II. Albert osztrák herceg († 1358).